# 닛폰코아 손해보험
닛폰코아손해보험주식회사(일본어: 日本興亜損害保険株式会社, NIPPONKOA INSURANCE CO., LTD.)은 일본의 손해보험 회사이다. 일반적으로 닛폰코아손보라고 부른다. 본사는 도쿄도 지요다구 가스미가세키 3초메에 위치하고 있다.
2001년 4월 1일에 닛폰화재해상보험주식회사와 코아화재해상보험주식회사를 합병해 발족하였으며, 2002년 4월 1일에는 타이요화재해상보험주식회사도 병합하였다.

## 같이 보기
- 닛폰코아생명보험
- 손포24손해보험
- 닛포코교주식회사
- 손해보험